# タルタルスの群れ
『タルタルスの群れ』（Gruppe aus dem Tartarus）Op.24-1、D583は、フランツ・シューベルトが1817年に作曲した歌曲。詩はフリードリヒ・フォン・シラーによる。タルタルスとはギリシア神話で冥界の最も深い部分を指し、神に叛いた大罪人が落とされる地獄である。そこにうごめく影を描いたこの歌曲は有無を言わさぬ演奏効果を持つ。
シューベルトは前年の1816年にも作曲を試みたが（D396、同じくハ短調）、14小節のみの未完に終わったため、本作は2作目となる。

## 音楽
調性記号は無く、半音階的な絶え間ない転調が主体となっている。冥界の魂の叫びに耳を傾けよ、という言葉から始まり、地獄の苦しみがアレグロの部分で歌われる。そこから、地獄にうごめく魂が「この苦しみはいつ終わるのか?」と問う叫びが次第に高潮してゆき、頂点を迎える。極めてドラマティックに描かれており、また、三全音を含む絶え間ない転調は非常な不安感をあおる。最後はハ短調の主和音のアルペジオで終っている。
なお、詩の中に出てくるKocytus（コキュートス）は冥界にかかる橋の名である。Saturn（サトゥルヌス）はローマ神話の農耕神で、ギリシア神話の神クロノスと同一視されている。

## 原詩全文
Gruppe aus dem Tartarus
Friedrich von Schiller
Horch ― wie Murmeln des empörten Meeres,

wie durch holder Felsen Becken weint ein Bach,

stöhnt dort dumpfigtief ein schweres ― leeres,

Qualerpreßtes Ach!

Schmerz verzerret

ihr Gesicht ― Verzweiflung sperret

ihren Rachen fluchend auf.

Hohl sind ihre Augen ― ihre Blicke

spähen bang nach des Kocytus Brücke,

folgen tränend seinem Trauerlauf.

Fragen sich einander ängstlich leise,

ob noch nicht Vollendung sei?

Ewigkeit schwingt über ihnen Kreise,

Bricht die Sense des Saturns entzwei.